# Mernoq (Insel)
Mernoq ist eine grönländische Insel im Distrikt Upernavik in der Avannaata Kommunia.

## Geografie
Mernoq ist eine langgestreckte Insel südlich von Qulleqqorsuit, westlich von Paarnivik und nordöstlich von Tuttoqqortooq. Die höchste Erhebung ist ein unbenannter Gipfel mit einer Höhe von 386 Metern im zentralen Teil der Insel.

## Geschichte
Früher befand sich der Wohnplatz Mernoq im Nordwesten der Insel, bevor dieser Anfang des 20. Jahrhunderts aufgegeben wurde. An der Südspitze befand sich zudem der Wohnplatz Kuuk, der noch bis 1971 fortbestand, bevor auch er verlassen wurde. Seither ist die Insel unbewohnt.